# Ngũgĩ wa Mĩriĩ
Ngũgĩ wa Mĩriĩ (ur. w 1951 w Roromo, Limuru, zm. 3 maja 2008) – kenijski dramatopisarz. Znany dzięki swojej sztuce „Ngaahika Ndeenda” (ang. „I Will Marry When I Want”), którą napisał w języku kikuju wspólnie z Ngũgĩ wa Thiong’o.
Ngũgĩ wa Mĩriĩ skończył liceum w Ngenii i w latach 1972–1974 pracował w Kenya Posts and Telecommunications. Zdobył dyplom w Edukacji Dorosłych na Uniwersytecie Strathmore. Rozpoczął pracę w Instytucie Studiów Rozwoju. Podczas pracy w instytucie zaangażował się w pracę z rolnikami i robotnikami w Kamĩriĩthũ w Limuru.